# Børge Hovedskou
Børge Hovedskou (15. januar 1910 i København – 16. maj 1966 i Göteborg) var en dansk kunstmaler og billedhugger, bror til Ole Hovedskou.
Han var søn af gas- og vandmester Peter Valdemar Hovedskou og Wilhelmine Hovedskou, født Hansen.
Han blev uddannet på Kunstakademiet og udstillede på Kunstnernes Efterårsudstilling fra 1932 og på Charlottenborg 1936. Han grundlagde i 1945 Hovedskous Målarskola i Haga ved Göteborg, som senere skiftede navn til Göteborgs Konstskola, men stadig også blot går under navnet "Hovedskous". Han havde en eneudstilling med ca. 70 af sine værker i Göteborg Konsthall 1968. Han var kolorist, og mest overbevisende er hans opstillinger og landskabsbilleder.
Under 2. verdenskrig var Børge Hovedskou medlem af en sabotørgruppe, der bl.a. sprængte langåbroerne, og han flygtede i 1943 til Sverige, hvor han boede i nærheden af Göteborg. Han lavede også udkast til en skulptur, der skulle fungere som mindesmærke for de sabotørkammerater, der døde under modstandskampen.
Børge Hovedskou var gift med "Pepi" Hovedskou, pigenavn Agnethe Christense Dahl, født og opvokset i Aggersund tæt på Nibe, 27. marts 1911, den yngste af syv børn. Børge og Pepi mødte hinanden på Kunstakademiet, hvor hun havde sk. "friplads". Pepi var kunstmaler men lavede især mange fine motiv-batikker i tiden efter Børges død.